# جون آتلي غاردر
جون آتلي غاردر (بالنرويجية: Jon Atle Gaarder) هو دبلوماسي نرويجي، ولد في 27 نوفمبر 1934 في آرنس ‏ في النرويج.